# Nunnan
Nunnan är en tv-dokumentär från 2007 filmad av Maud Nycander, som följt nunnan Martas liv under tio år. Marta valde vid 19 års ålder att viga sitt liv åt Karmelitorden och Den barmhärtiga kärlekens Karmel i Glumslöv.
Dokumentären visades i Sveriges Television 8 april 2007 och tilldelades senare priset Prix Italia som bästa tv-dokumentär 2007. På Guldbaggegalan 2008 tilldelades den Guldbaggen för bästa dokumentärfilm.